# Krzysztof Budzyń
Krzysztof Budzyń (* 4. September 1957 in Śrem) ist ein polnischer Unternehmer und Laienhistoriker, der sich besonders mit der Geschichte der Region Śrem in Großpolen beschäftigt, er ist auch Autor zahlreicher Veröffentlichungen auf diesem Gebiet.

## Leben
Seit seiner Geburt wohnt er im Dorf Binkowo bei Śrem. Nach dem Abschluss der Grundschule in Pysząca besuchte er das Gen.-Józef-Wybicki-Gymnasium in Śrem; nach dem Abitur studierte er an der Fakultät für Chemische Technologie der Technischen Universität Stettin, wo er den Titel des Diplom-Ingenieurs erlangte.
Nach dem Hochschulabschluss arbeitete er zuerst in Unternehmen der chemischen Branche, Ende der 1980er Jahre beschloss er eine eigene Firma zu gründen. Im Jahr 1990 gründete er in Śrem ein bis heute tätiges Großhandelsunternehmen der Haushaltschemie und Kosmetikbranche und 1995 erweiterte er seine Tätigkeit um eine Ladenkette im Einzelhandel.

## Arbeit als Regionalhistoriker
Trotz seiner technischen Ausbildung und der Arbeit als Kaufmann interessiert sich Budzyń für Geisteswissenschaften, insbesondere Geschichte und Literatur, er beschäftigt sich auch selbst mit literarischem Schaffen.
Er debütierte 1981 bei der polnischen satirischen Zeitschrift Szpilki als Autor von Limericks. Seit Anfang der 1990er Jahre schreibt er Artikel zu geschichtlichen Themen bei lokalen Zeitungen und der Zeitschrift Pierwiosnek, die am Gen.-Józef-Wybicki-Gymnasium in Śrem herausgegeben wird. Er ist Bibliophile und Sammler von historischen Andenken – alten Landkarten, Dokumenten, Fotografien, Postkarten, vor allem aus der Region Śrem, d. h. dem Powiat Śremski und den Gemeinden Kórnik und Mosina, die dem Powiat Śrem früher angehörten.
Seit 2008 verlegt Krzysztof Budzyń Śremski Notatnik Historyczny (Schrimmer Historisches Notizbuch), „eine Zeitschrift für Liebhaber des Schrimmer Landes“, ein unregelmäßig erscheinendes Periodikum, das Artikel zu der Geschichte der Region und ihrer Persönlichkeiten publiziert.  Vom Śremski Notatnik Historyczny, bei dem Budzyń Verleger, Chefredakteur und Verfasser vieler Texte ist, erschienen bis jetzt sechs Ausgaben.
Vom 25. November 2010 bis 31. Januar 2011 wurde in der Raczyńskischen Bibliothek in Posen die Ausstellung „Moja Ziemia Śremska (ze zbiorów Krzysztofa Budzynia)“ („Mein Schrimmer Land – aus den Sammlungen von Krzysztof Budzyń“) präsentiert.

## Veröffentlichungen
- Śremski Notatnik Historyczny (Schrimmer Historisches Notizbuch) – erscheint seit 2008 (Ausgaben 1–6)
- Legendy ze Śremu i okolic (Legenden aus Śrem und Umgebung) (2008)
- Słownik biograficzny Śremu (Biographisches Wörterbuch von Śrem) (2008) – Mitautor
- Christian Parma, Kórnik – eine Schatzkammer der Kultur und Natur – Autor des Kapitels über die Umgebung von Kórnik
- Nasz Dolsk – dawne widoki miasta i okolicy (Unser Dolzig – die Stadt und Umgebung auf alten Ansichtskarten und Fotografien) (2009)
- Książ Wielkopolski - miasto i okolica na dawnych pocztówkach i fotografiach (Książ Wielkopolski - die Stadt und Umgebung auf alten Ansichtskarten und Fotografien) (2011)
- Artikel, Limericks, Epigramme, Gedichte, die in der Lokalpresse publiziert werden